# خیاط

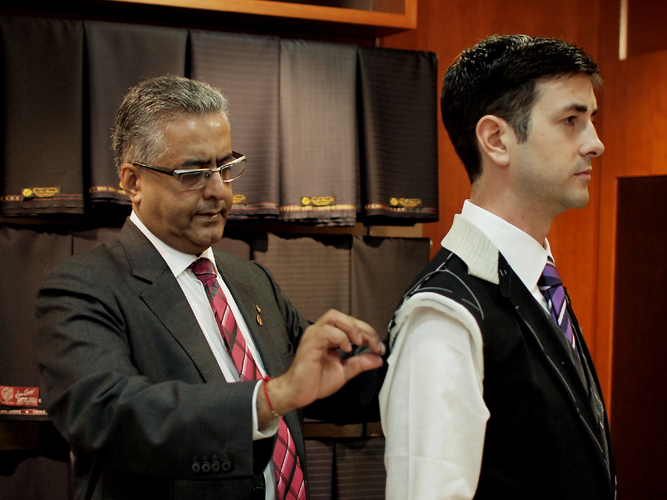
یک خیاط هنگام کار که دست و پای خود را روی شغلش قرار داده

خَیّاط یا دوزنده (در قدیم: دَرزی) شخصی است که به وسیله پارچه و چرم لباس های حرفه ای، مردانه و زنانه را ساخته، تعمیرات و یا تغییر می دهد.
خیاط در مفهوم مدرن آن به سازندگان لباس، کت و شلوار و شلوار تک و پیراهن مردان و زنان معمولاً از جنس پشم و پارچه کتانی یا ابریشم اشاره دارد.
گرچه این اصطلاح به قرن سیزدهم برمی گردد ،خیاط در اواخر قرن هجدهم حس مدرنیته خود را به خود گرفت و اکنون به سازندگان کت وشلوار مردانه و زنانه ، کت ، شلوار و پوشاک مشابه ، معمولاً از پشم ، کتان یا ابریشم گفته می‌شود.
خیاط ها سازنده لباس هستند این شغل به گفته کارمندان بسیار سخت است و باید دست، چشم، پا و قلب خود را روی این کار قرار دهید!